# Follobanen
Follobanen – linia kolejowa o długości 22,5 km kolei dużych prędkości pomiędzy Oslo i Ski, w Norwegii. Biegnie równolegle do Østfoldbanen i jest zaprojektowana do obsługi pociągów z prędkością 200 km/h. Stacjami krańcowymi będą Oslo Sentralstasjon (Oslo S) i Ski. Budowę rozpoczęto w 2015. Oficjalnego otwarcia linii dokonał 12 grudnia 2022 król Norwegii Harald V, przecinając symbolicznie wstęgę na stacji Oslo S. Follobanen zwiększyło przepustowość w korytarzu południowym z 20 do 40 pociągów na godzinę i pozwoliło na skrócenie czasu podróży pociągów ekspresowych i regionalnych z Oslo do Ski z 22 do 11 minut. Folloban obejmuje m.in. tunel Blix o długości 19,5 km, który jest najdłuższym tunelem kolejowym w krajach nordyckich. 
Cały projekt kosztował 36,8 miliarda NOK.